# Bibio pyrrhonotus
Bibio pyrrhonotus är en tvåvingeart som beskrevs av Speiser 1909. Bibio pyrrhonotus ingår i släktet Bibio och familjen hårmyggor.
Artens utbredningsområde är Tanzania. Inga underarter finns listade i Catalogue of Life.